# Литке (Хабаровский край)
Ли́тке — село в Николаевском районе Хабаровского края. Входит в состав Члянского сельского поселения. Расположено на одноимённом мысе, на берегу Охотского моря. Названо в честь адмирала Фёдора Литке.

## История
Упоминается в документах Амурской экспедиции 1849-1855 годов как гидрографический пост.
До начала XXI века в селе находилась метеостанция. В настоящее время в с.Литке остались только гидрографические сооружения.

## Население
| 2002 | 2010 | 2011 | 2012 | 2021 |
| ---- | ---- | ---- | ---- | ---- |
| 3    | ↗8   | →8   | →8   | ↘2   |